# Gauerstall
Gauerstall är en bergstopp i Österrike.   Den ligger i distriktet Sankt Veit an der Glan och förbundslandet Kärnten, i den centrala delen av landet, 220 km sydväst om huvudstaden Wien. Toppen på Gauerstall är 1 129 meter över havet.
Terrängen runt Gauerstall är huvudsakligen kuperad. Runt Gauerstall är det ganska glesbefolkat, med 43 invånare per kvadratkilometer.. Närmaste större samhälle är Klagenfurt, 15,8 km söder om Gauerstall. 
I omgivningarna runt Gauerstall växer i huvudsak blandskog.